# SAPARi

SAPARi (яп. さぱり) — это онлайн 3-D виртуальный мир, сделанный в Java и запущенный Sony. Пользователи могли общаться друг с другом и присоединятся в чат-лобби, используя браузер Community Place Browser. Перед выбором сервера, пользователи появлялись в 3-D виртуальном мире в виде животного или человека. Название сервиса это сокращенная версия оригинального названия Sampo Park Relaxation (Расслабление в парке Сампо). Начиная с 1997 и заканчивая 2001, сервис был заранее установлен на компьютерах от Sony серии VAIO. Официальный сервис SAPARi закрылся 31 января 2003 года, после введения платы 300 йен в месяц.

## Геймплей

### Миры
Игровые миры были в 3-D, написаны в Virtual Reality Modeling Language (VRML) и работали на специальных серверах Sony. В самом начале работе сервера игрокам был доступен только один мир, Park (парк). С увеличением количества игроков было добавлено больше миров.

### Браузер
SAPARi использовал свой собственный браузер который поддерживал VRML называемый Community Place Browser. Он был разделен на два окна, в одном из которых была проекция 3-D мира, а во втором — чат с подзаголовком «Multi-User Window». Также он имел предустановленную программу «Internet 3D Pack». Хоть сервера уже и не работают, сейчас до сих пор возможно просмотреть Интернет в VRML управляя аватаром из SAPARi.

### Аватары
Аватары в SAPARi имели более чем 100 вариаций различный животных и людей, которым можно было изменить цвет и размер. По умолчанию игрок появлялся в образе розового кота. В некоторых мирах стояло ограничение, какие аватары можно использовать.

### Коммуникация
Несколько игроков могли общаться с друг другом используя Multi-User Window. Их сообщение появлялось над аватаром на короткий промежуток времени и записывалось в чат. Пользователи могли использовать анимации своего аватара, например помахать рукой или лечь спать.

## Разработки
Компьютер Цунетаке Нома во время разработок игры был DEC, а его монитор был моделью Mitsubishi Diamond. Для GCO, выходной файл VRML был создан с использованием программного обеспечения 3DCG под названием «LightWave 3D» от NewTek Co. Полигоны были созданы с помощью «LightWave 3D».
Процесс создания:
1. 3D моделирование (формат DXF)
2. DXF конвертируется в VRML (только для моделей)
3. Авторинг в VRML (добавление движения)
4. Движение сначала программировалось в Java (Tcl/Tk в самом начале)
5. Тест движения в Community Place Browser
6. Для пользования клиентом другими, тестирование проводилось на нескольких компьютерах.
7. Публикация 3D контента
8. Официальный сайт обновляется и модерируется группой людей
9. Общение пользователей и поддержка открыты в 3D контенте

Моделирование производилось по заказу дизайнеру. Нома контролировал весь процесс после того, как DFX файл был получен от дизайнера, также Нома следил за развитием проекта.

### Хронология
- 6 февраля 1997 — Начало сервиса SAPARi
- Ноябрь 1999 — запуск бета-версии «SAPARi Premium»
- Январь 2000 — официальный релиз « SAPARi Millenium»
- 1 сентября 2001 — добавлен налог на использование (300¥ ежемесячно)
- 31 января 2003 — закрытие сервиса SAPARi

Так как SAPARi был заранее установлен на системы VAIO, у него было более ста тысяч пользователей. Но налог на сервера, военные налоги и отсутствие бизнес модели привели к тому, что новые пользователи не приходили. После этого, за контроль за SAPARi отвечал So-net, который позже добавил плату за ранее бесплатный контент. Пользователям очень это не понравилось, что привело к краху сообщества, и после этого сервис окончательно закрылся в конце января 2003 года. Но в 2020 году два приватных сервера были созданы благодаря фанатским усилиям, в числе которых были Kogs и Kitsunes.